# Ulrich Freese

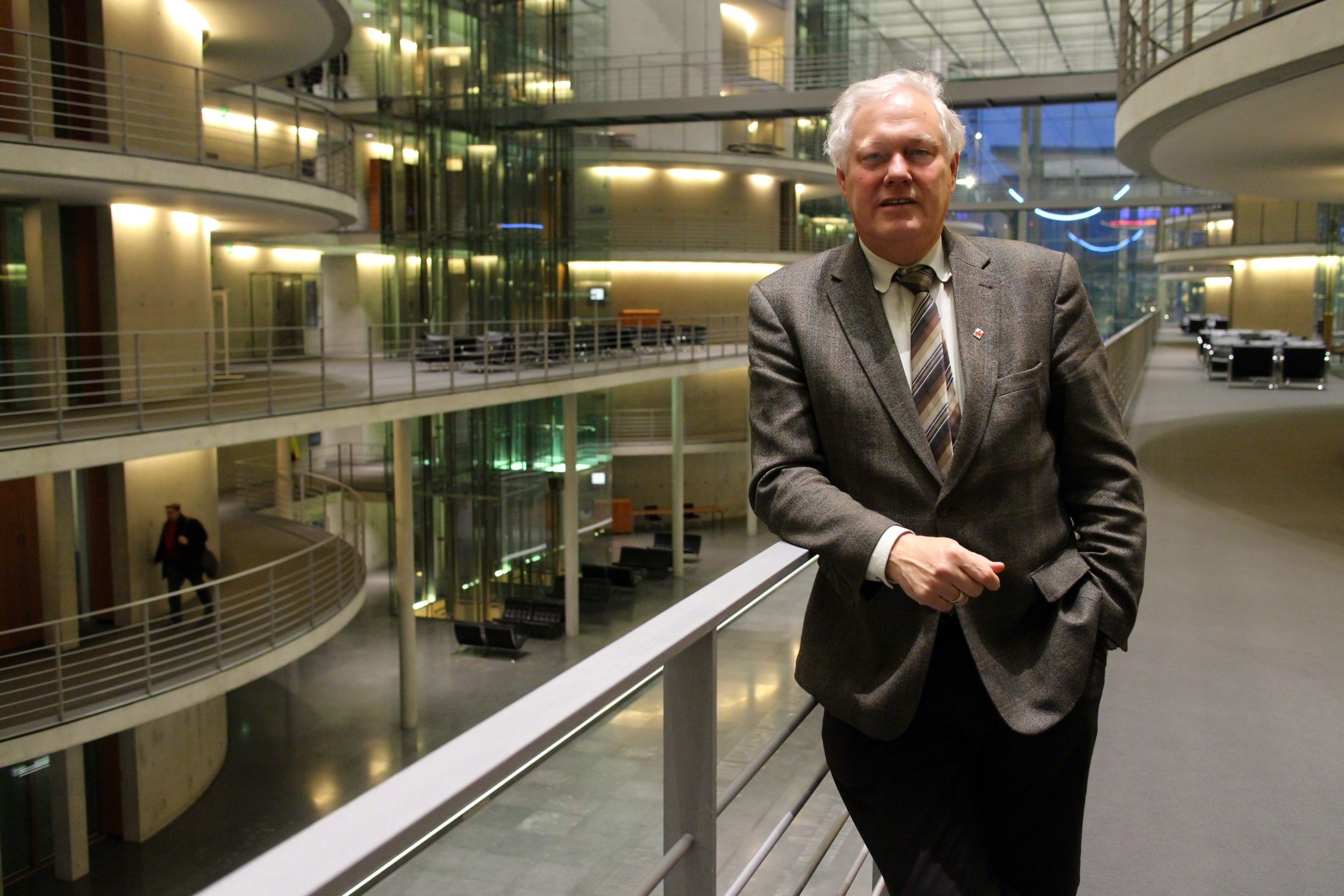
Ulrich Freese

Ulrich Freese (nascido em 12 de abril de 1951) é um político alemão. Nasceu em Hünxe, North Rhine-Westphalia, e representa o SPD. Ulrich Freese é membro do Bundestag do estado de Brandenburg desde 2013.

## Vida
Ele foi membro do parlamento estadual de Brandemburgo de 1994 a 2004. De 2004 a 2013, foi vice-presidente do Sindicato da Indústria de Minas e Energia. Ele tornou-se membro do bundestag após as eleições federais alemãs de 2013. É membro da Comissão de Economia e Energia.